# ورقة 500 يورو
الورقة النقدية ذات فئة 500 يورو (500 يورو) هي العملة الورقية الأقوى في الاتحاد الأوروبي من حيث الترتيب للقيمة النقدية. أصبحت متداولة في 2002 من قبل 332 مليون شخص على مستوى 23 بلداً معتمداً في منطقة الاورو كعملة موحدة. (من بينها 22 بلداً اعتمدته رسميا). وهي تعد من أعلى العملات قيمة على مستوى العالم، منذ 27 أبريل 2019، لم تعد البنوك المركزية في منطقة اليورو تصدر هذه الأوراق النقدية، لكنها لا تزال عملة قانونية ويمكن استخدامها كوسيلة للدفع. إنها واحدة من أعلى الأوراق النقدية المتداولة قيمة في العالم، حيث تبلغ قيمتها حوالي 550 دولارًا أمريكيًا أو 3943 يوان صيني أو 59347 ين ياباني أو 533 فرنك سويسري أو 449 جنيه إسترليني اعتبارًا من مايو 2020.
وهي أكبر الأوراق النقدية من عملة اليورو. أبعادها: 160 ملم طولا و 82 ملم عرضا، ولونها أحمر. وهي تمثل قوساً من الهندسة المعمارية على الوجه الأمامي وجسر الهندسة المعمارية الفن الجديد على الوجه الخلفي (ما بين القرن التاسع عشر والعشرون ميلادي). تحتوي الورقة النقدية ذات فئة 500 يورو العديد من خصائص الأمن مثل علامة مائية من الحبر فوق البنفسجي على الصورة العاكسة الثلاثية الأبعاد الصغيرة أو متناهية الصغر التي تثبت شرعيتها.
في البداية، قُدمت الأوراق النقدية ذات الفئة العالية بسرعة كبيرة بحيث أنه في السنوات السبع الأولى (حتى ديسمبر 2008) كان هناك 530 مليون وخمسمائة يورو من الأوراق النقدية المتداولة. بعد ذلك، تباطأ معدل الزيادة بشكل جذري. في يونيو 2020، كان هناك ما يقرب من 424 مليون ورقة نقدية متداولة (انخفضت من 614 مليون في عام 2015). إنها الفئة الأقل تداولًا على نطاق واسع، حيث تمثل 1.7 ٪ من إجمالي الأوراق النقدية.
أُلغيت الورقة النقدية تدريجياً بسبب مخاوف من استخدامها على نطاق واسع لأغراض غير قانونية. توقفت معظم عمليات طباعة الأوراق النقدية الجديدة التي تبلغ قيمتها 500 يورو في عام 2019، على الرغم من أن الأوراق النقدية الحالية ستظل بمثابة عقبة قانونية حتى إشعار آخر.

## التاريخ
تأسس اليورو في 1 يناير 1999، وأصبح عملة أكثر من 300 مليون شخص في أوروبا. وخلال السنوات الثلاث الأولى من وجوده كانَ عملة غير مرئية، ويستخدم فقط في المحاسبة، لم يقدم النقد باليورو حتَّى 1 يناير 2002، عندما حلت محل الأوراق النقدية والعملات المعدنيّة الوطنيَّة للبلدان في منطقة اليورو، مثل الجنيه الأيرلندي والشلن النمساوي والفرنك البلجيكي والدراخما اليونانية.
انضمت سلوفينيا إلى منطقة اليورو في 2007، قبرص ومالطا في 2008، سلوفاكيا في 2009، إستونيا في 2011، لاتفيا في 2014، وليتوانيا في 2015.

### فترة التغيير
استمرت فترة التغيير التي بدلت فيها العملات الورقية والمعدنية مقابل اليورو لمدَّة شهرين تقريبًا، من 1 يناير 2002 حتَّى 28 فبراير 2002، ويَختلف التاريخ الرسميّ الذي توقفت فيهِ العملات الوطنيَّة من دولة لأخرى. وكان أقرب تاريخ في ألمانيا، حيثُ توقفت عملتها رسميًا في 31 ديسمبر 2001، على الرغم من أنَ فترة التبادل استمرت لمدَّة شهرين آخرين. حتَّى بعدَ أنَ توقفت العملات القديمة، أستمر قبولها من قبل البنوك المركزيَّة الوطنيَّة لفترات تتراوح إلى عشر سنوات، وبعض الدول إلى الأبد.

### التغييرات
تحمل الملاحظات المطبوعة قبل تشرين الثاني (نوفمبر) 2003 توقيع الرئيس الأول للبنك المركزي الأوروبي، ويم دويسنبرغ، الذي حل محله جان كلود تريشيه في 1 تشرين الثاني (نوفمبر) 2003، ويظهر توقيعه على القضايا من تشرين الثاني (نوفمبر) 2003 إلى آذار (مارس) 2012. تحمل الأوراق النقدية الصادرة بعد مارس 2012 توقيع الرئيس الثالث للبنك المركزي الأوروبي، ماريو دراجي.
حتى الآن، كانت هناك سلسلة واحدة كاملة من أوراق اليورو؛ ومع ذلك، يتم إصدار سلسلة جديدة مماثلة للسلسلة الحالية. سيعلن البنك المركزي الأوروبي، في الوقت المناسب، عندما تفقد الأوراق النقدية من السلسلة الأولى حالة العطاء القانوني.
اعتبارًا من يونيو 2012، لا تعكس المشكلات الحالية توسع الاتحاد الأوروبي إلى 27 دولة عضو حيث لم يتم تصوير قبرص في الملاحظات الحالية لأن الخريطة لا تمتد إلى الشرق بما يكفي ومالطا مفقودة أيضًا لأنها لا تلبي السلسلة الحالية الحد الأدنى لحجم التصوير. نظرًا لأن البنك المركزي الأوروبي يخطط لإعادة تصميم الأوراق النقدية كل سبع أو ثماني سنوات بعد كل إصدار، فإن سلسلة ثانية من الأوراق النقدية قيد الإعداد بالفعل. سيتم استخدام تقنيات جديدة للإنتاج ومكافحة التزييف في الملاحظات الجديدة، ولكن التصميم سيكون بنفس الموضوع والألوان المتطابقة مع السلسلة الحالية؛ الجسور والأقواس. ومع ذلك، لا يزال من الممكن التعرف عليهم كسلسلة جديدة.

## إنتاج وتخزين الأوراق النقدية
في أبريل 2001، قرر البنك المركزي الأوروبي أنه بعد إدخال اليورو، سيكون إنتاج الأوراق النقدية باليورو لامركزيًا ومجمعًا. لذلك، منذ عام 2002، قدم كل بنك مركزي وطني لكل دولة عضو في منطقة اليورو جزءًا من إجمالي الإنتاج السنوي. ويتحمل البنك المركزي المعني تكاليف الإنتاج للحصة المشار إليها له.
في سبتمبر 2002، قرر البنك المركزي الأوروبي إنشاء مخزون استراتيجي من نظام اليورو (أي البنك المركزي الأوروبي (ECB) والبنوك المركزية السبعة عشر الوطنية (NCBs) في منطقة اليورو). يتم استخدامه في ظروف استثنائية، عندما تكون المخزونات داخل منطقة اليورو غير كافية للتعامل مع زيادة غير متوقعة في الطلب على الأوراق النقدية أو في حالة حدوث انقطاع غير متوقع في عرضها. تسمح المخزونات للبنوك المركزية الوطنية بإدارة التغيير في الطلب في أي وقت. من الممكن تلبية الطلب في ظل الظروف العادية بفضل المخزون اللوجستي. تتيح هذه الأسهم أيضًا إمكانية استبدال الأوراق النقدية غير الصالحة للتداول، للتعامل مع الزيادة غير المتوقعة في استخدامها، والاستجابة للتقلبات الموسمية في الطلب وتحسين تحويلها بين فروع البنك المركزي.

## التصميم
يبلغ قياس ورقة الخمسمائة يورو 160 مليمتر (6.3 بوصة) × 82 مليمتر (3.2 بوصة) بنظام اللون الأرجواني. تصور جميع الأوراق النقدية الجسور والأقواس / المداخل بأسلوب أوروبي تاريخي مختلف؛ تظهر ورقة الخمسمائة يورو العمارة الحديثة (حوالي القرن العشرين). على الرغم من أن التصميمات الأصلية لروبرت كالينا كانت تروم إلى إظهار آثار حقيقية، إلا أنه لأسباب سياسية، فإن الجسر والفن مجرد أمثلة افتراضية للعصر المعماري. ومع ذلك، فإن الجسر المميز يشبه إلى حد كبير جسر جواديانا الدولي.

### التوقيعات

توقيع أول رئيس للبنك المركزي الأوروبي، فيم دوسينبيرغ.
توقيع الرئيس الثاني للبنك المركزي الأوروبي جان كلود تريشيه.
وقيع الرئيس الثالث للبنك المركزي الأوروبي ماريو دراجي.

### ميزات الأمان

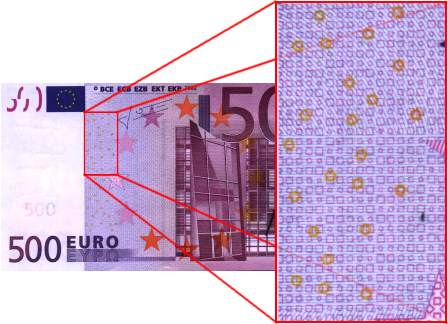
كوكبة اليورو على الورقة النقدية فئة 500 يورو.

الورقة النقدية ذات فئة 500 يورو محمية من خلال:
- حبر متغير اللون[22] مستخدم على الرقم الموجود على ظهر الورقة، والذي يبدو أنه يتغير من اللون الأرجواني إلى البني، عند إمالة الورقة
- رقم شفاف[22] مطبوع في الزاوية العلوية للورقة، على كلا الجانبين، يتحد بشكل مثالي لتشكيل رقم القيمة عند وضعه أمام الضوء.[23]
- شريط لامع،[22] يظهر معَ الإمالة شريط لامع وفيه رقم القيمة ورمز اليورو.
- صورة ثلاثية الأبعاد،[22] بإمالة الورقة يُمكن ملاحظة صورة مجسمة تتغير بين القيمة ونافذة أو مدخل، ولكنَّ في الخلفية، يُلاحظ وجود دوائر متحدة المركز بلون قوس قزح من الأحرف الصغيرة تتحرك من المركز إلى الحواف.[24]
- «كوكبة يورو»[22] عمليات طباعة خاصَّة تمنح اليورو شعورًا فريدًا.
- العلامات المائية،[22] تظهر عندما تكون الورقة النقدية في مواجهة الضوء.
- «الطباعة المرتفعة»[22] أساليب الطباعة الخاصّة تجعل الحبر يبدو مرتفعًا أو أكثر سمكًا في الصورة الرئيسية، والحروف وأرقام القيمة على مقدمة الأوراق النقدية، لتشعر بالبصمة المُرتفعة مرر إصبعك عليها أو اخدشها برفق بأظافرك.[25]
- الحبر فوق البنفسجي،[22] تحت الضوء فوق البنفسجي تظهر الألياف المدمجة في الورق ملونة باللون الأحمر والأزرق والأخضر، ويظهرُ علم الاتِّحاد الأوروبيّ باللون الأخضر وله نجومٍ برتقالية، ويتحول توقيع رئيس البنك المركزي الأوروبيّ إلى اللون الأخضر، والنجوم الكبيرة والدوائر الصغيرة على التوهج الأمامي والخريطة الأوروبية، يظهر الجسر ورقم القيمة في الخلف باللون الأصفر.[26]
- الطباعة المصغرة،[22] في العديد من مناطق الأوراق النقدية، يمكنك رؤية الطباعة المصغرة، على سبيل المثال، داخل "ΕΥΡΩ" (EURO بالأحرف اليونانية) في المقدمة. وتحتاج إلى عدسة مكبرة لرؤيتها، وهو نصَّ صغير حاد وغير واضح.
- خيط أمان،[22] يضمن خيط الأمان في الأوراق النقدية، حيثُ يظهر الخيط على شكل شريط داكن مقابل الضور وداخله كلمة "EURO" والقيمة بأحرف صغيرة على الشريط.[23]
- ثقوب،[22] امسك الورقة النقدية مقابل الضوء. يجب أن ترى ثقوبًا في الصورة ثلاثية الأبعاد والتي ستشكل الرمز €. يجب أن تشاهد أيضًا أرقامًا صغيرة توضح القيمة.
- سطح غير لامع،[22] الورقة مصنوعة من القطن الخالص، الذي يبدو هشًا وصلبًا، ولكن ليس عرجًا أو شمعيًا.
- رموز شريطية.ا«لباركود.»[22]
- رقم تسلسلي.[22]

## التداول
يراقب البنك المركزي الأوروبي عن كثب تداول ومخزون عملات اليورو المعدنية والأوراق النقدية. من مهام نظام اليورو ضمان إمداد فعال وسلس لأوراق اليورو والحفاظ على سلامتها في جميع أنحاء المنطقة.
بلغت الورقة النقدية فئة 500 يورو ذروتها في نهاية مارس 2009 عند 36.9 ٪ من قيمة جميع الأوراق النقدية باليورو. بلغ تداول عدد الأوراق النقدية ذروته عند 613,559,542 ورقة نقدية في ديسمبر 2015 عندما تم اتخاذ قرار بعدم تضمين هذه الفئة في سلسلة يوروبا الجديدة. أقل عدد من الأوراق النقدية من فئة 500 يورو في السنوات الأخيرة هو 464,732,705 في سبتمبر 2019.
إلى جانب تاريخ تقديم المجموعة الأولى إلى يناير 2002، يكون نشر الأرقام أكثر أهمية من خلال الحد الأقصى لعدد الأوراق النقدية التي يتم جمعها كل عام. الرقم أعلى في نهاية العام، باستثناء هذه المذكرة بين عامي 2011 و 2013 حتى 2015. الأرقام هي كما يلي:
| التاريخ     | عدد الاوراق | قيمتها باليورو  |
| ----------- | ----------- | --------------- |
| يناير 2002  | 60٬617٬094  | 30٬308٬547٬000  |
| ديسمبر 2002 | 166٬863٬335 | 83٬431٬667٬500  |
| ديسمبر 2005 | 370٬343٬604 | 185٬171٬802٬000 |
| ديسمبر 2006 | 419٬381٬674 | 209٬690٬837٬000 |
| ديسمبر 2007 | 452٬651٬817 | 226٬325٬908٬500 |
| ديسمبر 2008 | 530٬064٬413 | 265٬032٬206٬500 |
| ديسمبر 2009 | 563٬782٬341 | 281٬891٬170٬500 |
| ديسمبر 2010 | 575٬851٬727 | 287٬925٬863٬500 |
| نوفمبر 2011 | 599٬763٬921 | 299٬881٬960٬500 |
| يناير 2012  | 596٬125٬001 | 298٬062٬500٬500 |
| أبريل 2013  | 585٬677٬005 | 292٬838٬502٬500 |
| ديسمبر 2014 | 606٬043٬923 | 303٬021٬961٬500 |
| ديسمبر 2015 | 613٬559٬542 | 306٬779٬771٬000 |
| يناير 2016  | 611٬833٬416 | 305٬916٬708٬000 |
| ديسمبر 2017 | 513٬519٬219 | 256٬759٬609٬000 |
| ديسمبر 2018 | 521٬630٬046 | 260٬815٬023٬000 |
| ديسمبر 2019 | 446٬035٬065 | 223٬017٬532٬500 |
| يناير 2020  | 436٬319٬169 | 218٬159٬584٬500 |

## المعلومات القانونية
من الناحية القانونية، يحق لكل من البنك المركزي الأوروبي والبنوك المركزيَّة في دول منطقة اليورو إصدار 7 عملات ورقية مختلفة من اليورو، ومن الناحية العملية تقوم البنوك المركزيَّة الوطنيَّة في المنطقة فقط بإصدار وسحب الأوراق النقدية باليورو، ولا يوجد لدى البنك المركزي الأوروبيّ مكتب نقدي ولا يشارك في أي عمليات نقدية.

## التعقب
هُناك العديد من المُجْتَمَعَات على المستوى الأوروبي، معظمها من موقع «إيرو بيل تراكر» (بالإنجليزية: EuroBillTracker)‏، تتعقب الأوراق النقدية لليورو التي تمر بين أيديها، لتعرف من أين جائت وإلى أين ذهبت، والهدف من ذلك هو تسجيل أكبر عدد ممكن من المُلاحظات لمعرفة التفاصيل حول انتشارها، وقد سجل إيرو بيل تراكر أكثر من 155 مليون ورقة اعتبارًا من مايو 2016، بقيمة تزيد عن 2.897 مليار يورو.

## المخاطر

### التزوير
بالنسبة للبنك المركزي الأوروبي، من الصعب جدًا تزوير الأوراق النقدية باليورو بسبب العدد الكبير من علامات الأمان. ومع ذلك، فإن جودة الألواح الخارجة من المصانع السرية آخذة في الازدياد والتقنيات الجديدة تجعل من السهل إنتاج الأوراق النقدية المزيفة ذات الجودة العالية. الأوراق النقدية فئة 500 يورو هي أقل فئة تزييفًا مع فئة 5 يورو. مثلت 0.5٪ من الأوراق النقدية المزيفة باليورو في النصف الثاني من عام 2011، أي 1550 عملة ورقية مزيفة بقيمة 500 يورو. يوصي البنك المركزي الأوروبي والبنوك المركزية الوطنية بتوخي اليقظة والتعرف على الأوراق النقدية المزيفة بالطريقة البسيطة "Touch-Look-Tilt" (المس-أنظر-أمل). وفقًا للخبير القانوني جيل دوتيل، فإن هذه التقديرات غير واقعية و «من الصعب جدًا تحديد رقم معتبر حقًا».
لمحاربة هذا التزييف، يستخدم البنك المركزي الأوروبي تقنيات طباعة متطورة ويستخدم عددًا من علامات الأمان، وهي علامات كافية لردع المزورين. لدى البنك المركزي الأوروبي مركز لتحليل التزوير يتعاون بشكل وثيق مع يوروبول. يقوم هذا المركز بتحليل الأوراق النقدية المزيفة التي استعادتها الشرطة من أجل منع عمليات التزوير المستقبلية بشكل أفضل. لدى البنك المركزي الأوروبي أيضًا مجموعة البنك المركزي لردع التزوير (CBCDG). تتمثل مهمة هذه المجموعة في ردع التزوير الرقمي، ومن خلال منع إنتاج الأوراق النقدية المزيفة، والحد من الأضرار التي تلحق بالأفراد والشركات التي قد تتلقى أوراقًا نقدية مزيفة. تستخدم هذه المجموعة الرادعة تقنيات تمنع اقتناء أو إعادة إنتاج صورة الأوراق النقدية المحمية من خلال أجهزة الكمبيوتر الشخصية أو أدوات التصوير الرقمي. تهدف المجموعة أيضًا إلى منع الاستنساخ غير المصرح به للأوراق النقدية.

### الجريمة المنظمة

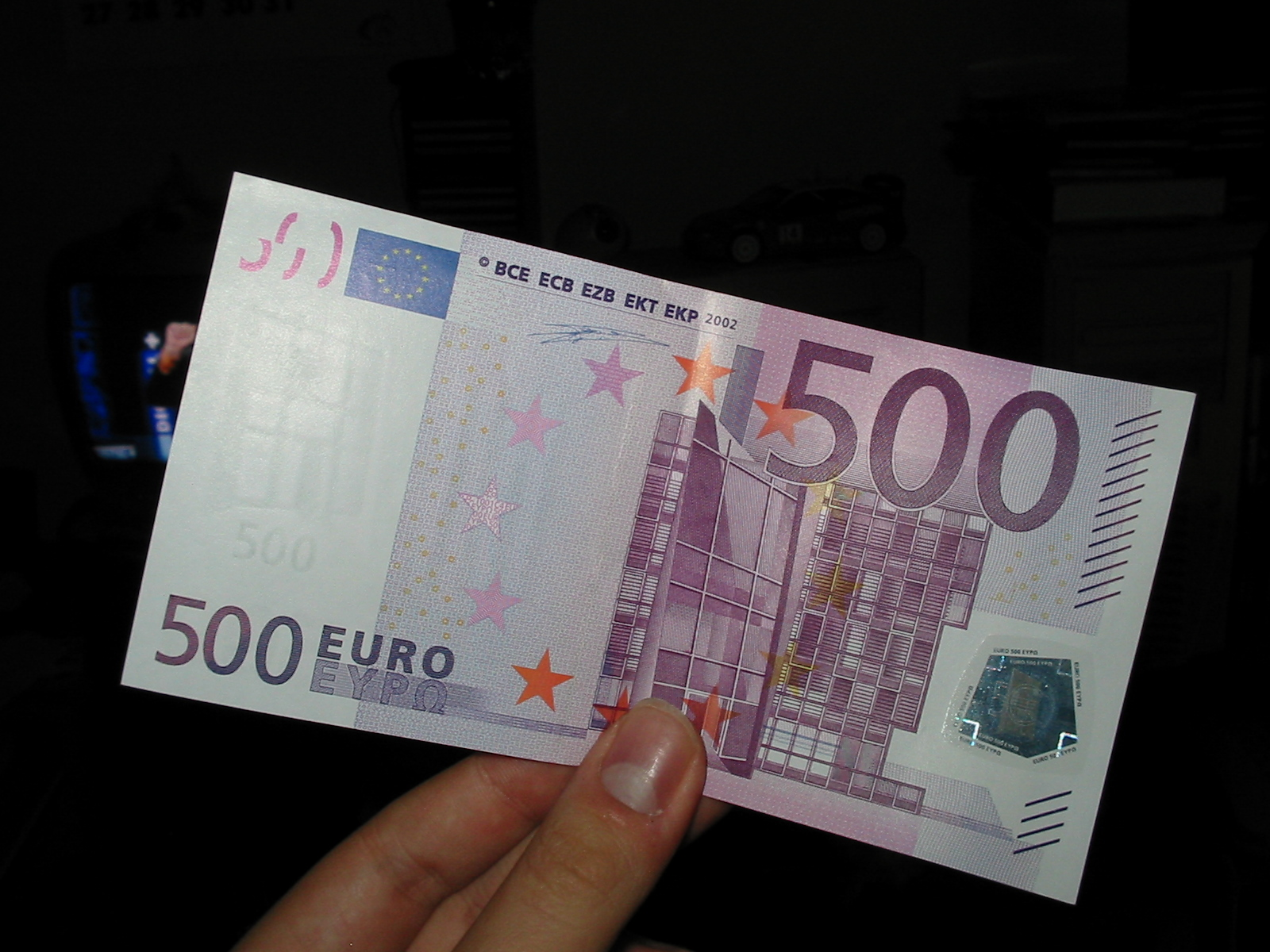
سُجل ربع جميع الأوراق النقدية فئة 500 يورو في إسبانيا منذ إطلاقها في عام 2002.

قيمة الورقة النقدية أكبر بعدة مرات من العديد من أكبر الأوراق النقدية المتداولة للعملات الرئيسية الأخرى، مثل الورقة النقدية من فئة 100 دولار الأمريكية. وبالتالي يمكن تركيز قيمة نقدية كبيرة في حجم صغير من الأوراق النقدية. هذا يسهل الجرائم التي تتعامل بالنقد، ويشمل ذلك غسل الأموال وتجارة المخدرات والتهرب الضريبي. كانت هناك دعوات لسحب الورقة لهذا السبب. ومع ذلك فقد استخدمت بعض العملات التي استُبدلت باليورو على نطاق واسع الأوراق النقدية عالية القيمة، بما في ذلك 5000 شلن نمساوي (363 يورو) و 1000 جيلدر هولندي (454 يورو)، على الرغم من أن هذه لم تتجاوز قيمة 500 يورو. لكن كان هناك استثناءان هما الورقة النقدية من فئة 1000 مارك ألماني، بقيمة معادلة تبلغ 511 يورو، والورقة النقدية من فئة 500 لاتس لاتفي، بقيمة معادلة تبلغ 711 يورو.
على الرغم من وجود بعض الأوراق النقدية القيمة في العملات الوطنية لألمانيا والنمسا وهولندا، كان عدد الأوراق النقدية صغيرًا نسبيًا مقارنة بالأوراق النقدية باليورو. في نهاية عام 2000، كان هناك 89.20 مليون ورقة من فئة 1000 مارك ألماني و 13.97 مليون ورقة من فئة 5000 شلن نمساوي و 13.28 مليون ورقة من فئة 1000 خولده هولندي المتداولة. كان لدى لاتفيا عدد ضئيل من ورقة نقدية من فئة 500 ورقة لاتينية. على النقيض من ذلك، أمر البنك المركزي الأوروبي بإنتاج 371 مليون يورو من الأوراق النقدية قبل 1 يوليو 2002.
على وجه الخصوص، كان لدى إسبانيا ربع مجموع هذه الأوراق النقدية عالية القيمة داخل حدودها في عام 2006. يعتبر تركيز الأوراق النقدية بقيمة 500 يورو أكبر بكثير مما كان متوقعًا بالنسبة لاقتصاد بحجم إسبانيا، حيث كانت أكبر ورقة نقدية قبل التحويل إلى اليورو هي من فئة 10000 بيزيتا إسباني، بقيمة 60 يورو. نادرًا ما يتم مشاهدة هذه الأوراق في التجارة اليومية - وقد أطلق عليها عامة الناس لقب «بن لادن» (نظرًا لأن وجود الأوراق النقدية وظهورها معروفان جيدًا، ولكن من الصعب جدًا العثور على الأوراق نفسها). تستخدم الشرطة البريطانية والإسبانية الفواتير لتتبع غسيل الأموال.
اعتبارًا من 20 أبريل 2010، حظرت مكاتب الصرافة في المملكة المتحدة من بيع أوراق نقدية بقيمة 500 يورو بسبب استخدامها في غسيل الأموال. زعمت وكالة الجريمة المنظمة الخطيرة أن «90٪ من جميع الأوراق النقدية التي تبلغ قيمتها 500 يورو المباعة في المملكة المتحدة هي في أيدي الجريمة المنظمة»، وذلك خلال تحليل استمر ثمانية أشهر. تبلغ قيمة الورقة النقدية فئة 500 يورو في حدود 400 جنيه إسترليني، اعتمادًا على أسعار الصرف (حوالي ثمانية أضعاف قيمة أكبر ورقة نقدية عامة لبنك إنجلترا)، وقد أصبحت، وفقًا لـ SOCA، خيار العملة للعصابات الإجرامية لإخفاء أرباحها.
يحاول توجيه الاتحاد الأوروبي 2005/06 / EC «بشأن منع استخدام النظام المالي لغرض غسل الأموال وتمويل الإرهاب» منع هذه الجريمة من خلال مطالبة البنوك ووكلاء العقارات ومستشاري الضرائب والأعمال أو الوكلاء والكازينوهات والمزيد من الشركات للتحقيق والإبلاغ عن استخدام نقود تزيد عن 15000 يورو.
حظرت الدنمارك (بالرغم من أنها دولة عضو في الاتحاد الأوروبي وليست في منطقة اليورو)، جميع المعاملات التي تتضمن أوراق نقدية بقيمة 500 يورو منذ يناير 2020.

## التأثير على البيئة
في عام 2003، نفذ البنك المركزي الأوروبي تقييم دورة الحياة (LCA) لجميع الأوراق النقدية المنتجة. تقيّم هذه الدراسة التي أجريت وفقًا لمعيار ISO 14000، التأثير البيئي لإنتاج الأوراق النقدية وتخزينها واستخدامها ومعالجة نهاية عمرها الافتراضي. كل إنتاج عام 2003 (3 مليار قطعة، جميع القيم مجتمعة) له نفس التأثير البيئي لرحلة 370 مليون كيلومتر بالسيارة، أي كيلومتر واحد في السنة ولكل ساكن في الاتحاد الأوروبي.
الأوراق النقدية باليورو آمنة للاستخدام: تؤكد الاختبارات المستقلة أن الأوراق النقدية باليورو تفي بجميع المعايير التي يفرضها الاتحاد الأوروبي، بما في ذلك المعايير الخاصة بالمواد الكيميائية المستخدمة، والتي يكون تركيزها أقل من عتبات الضرر.

## معرض الصور

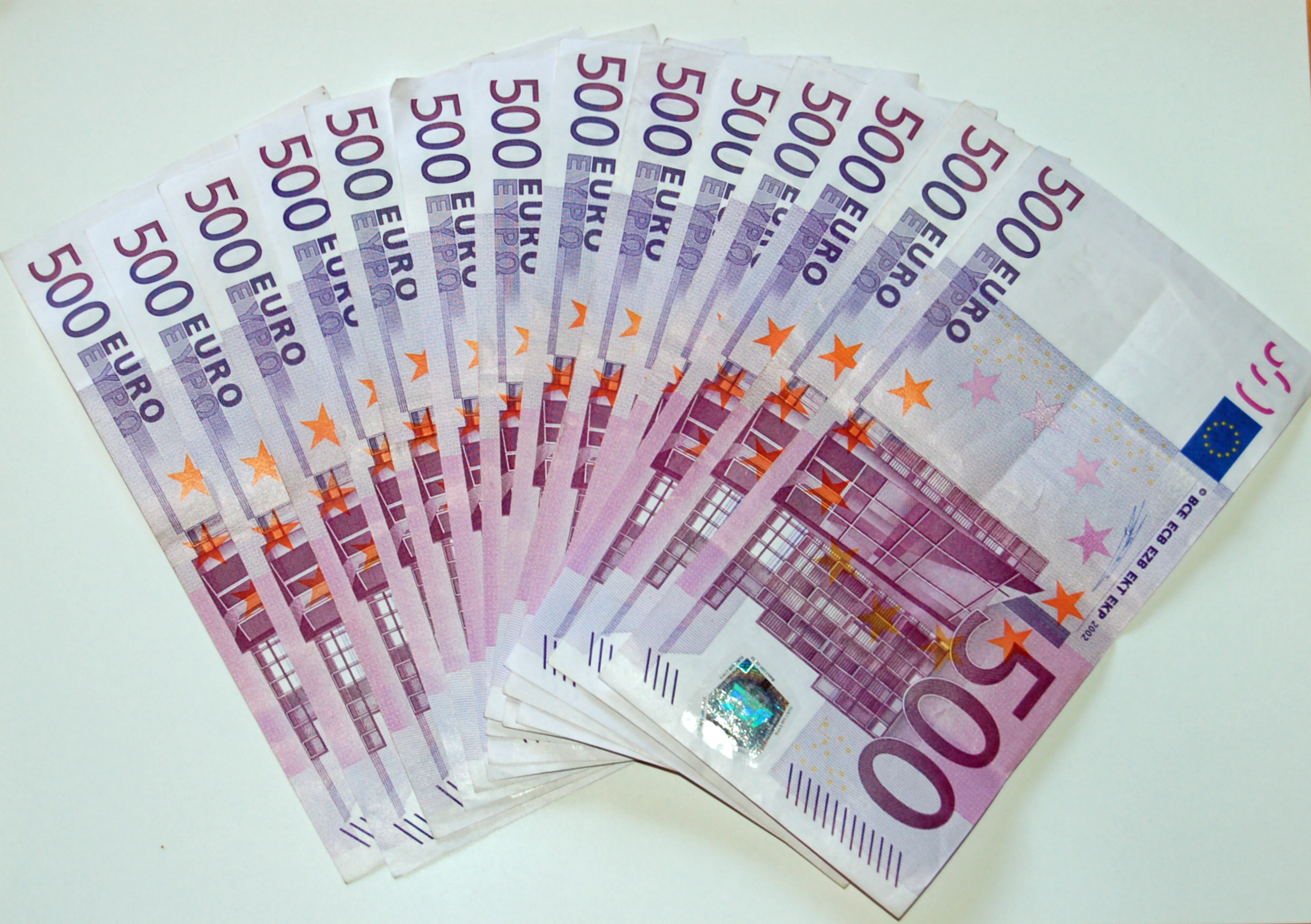
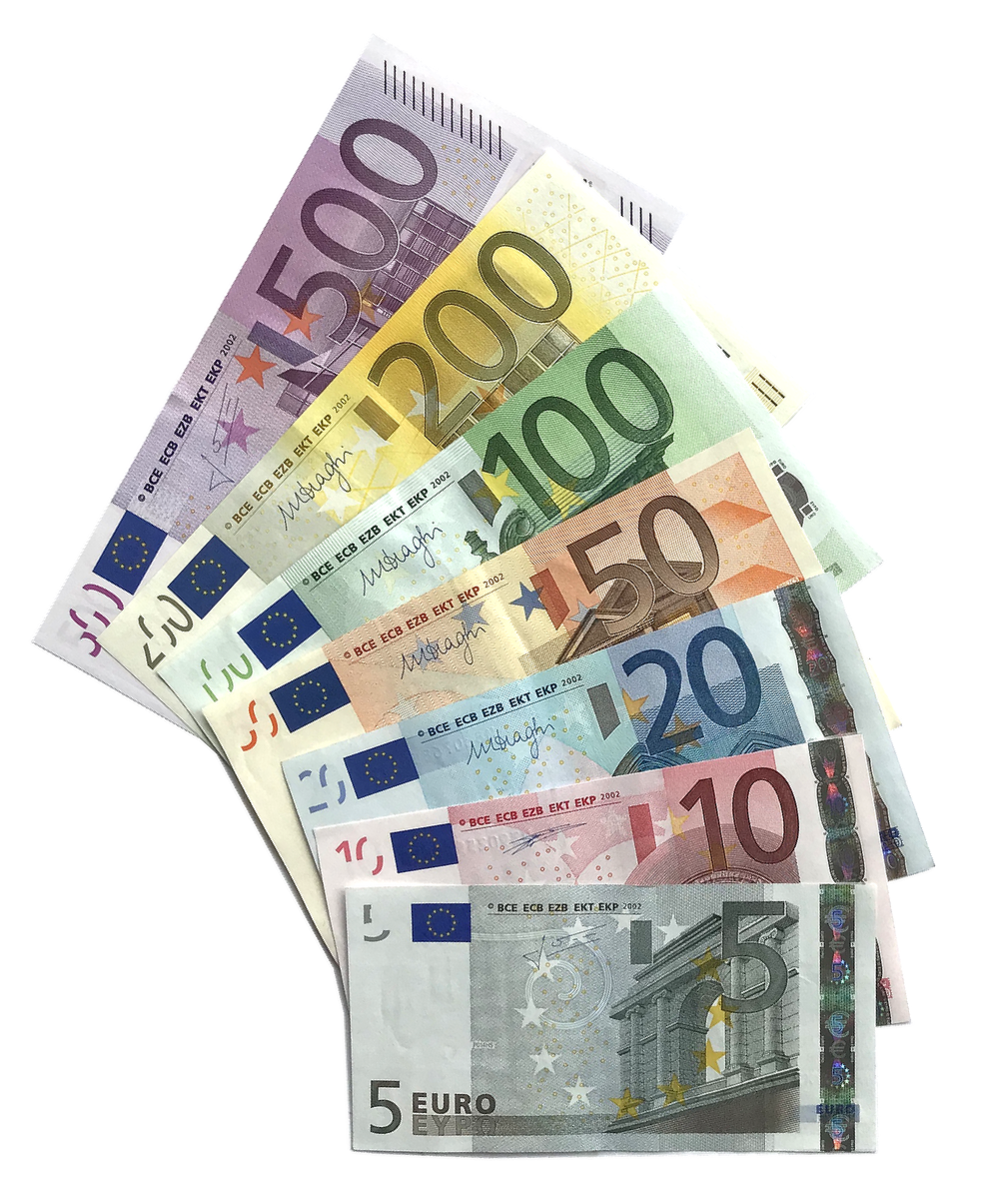
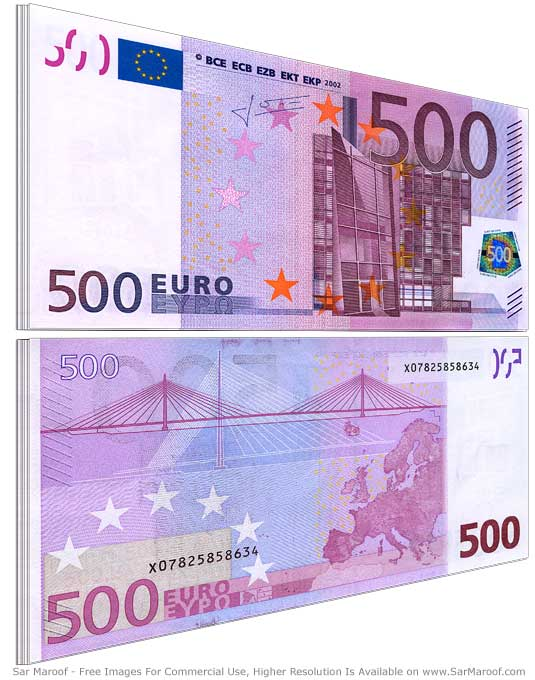
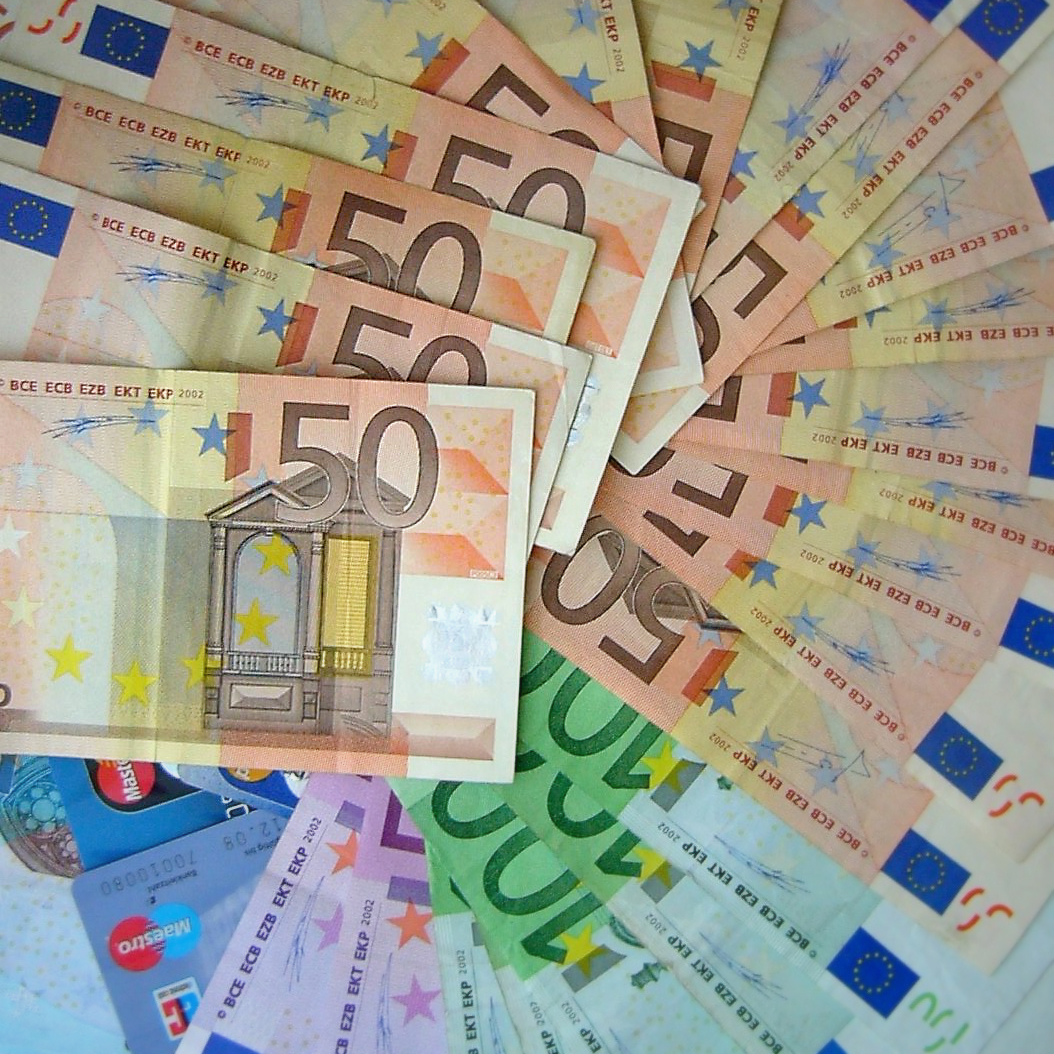
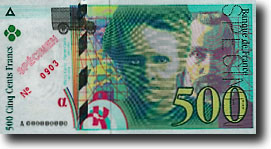
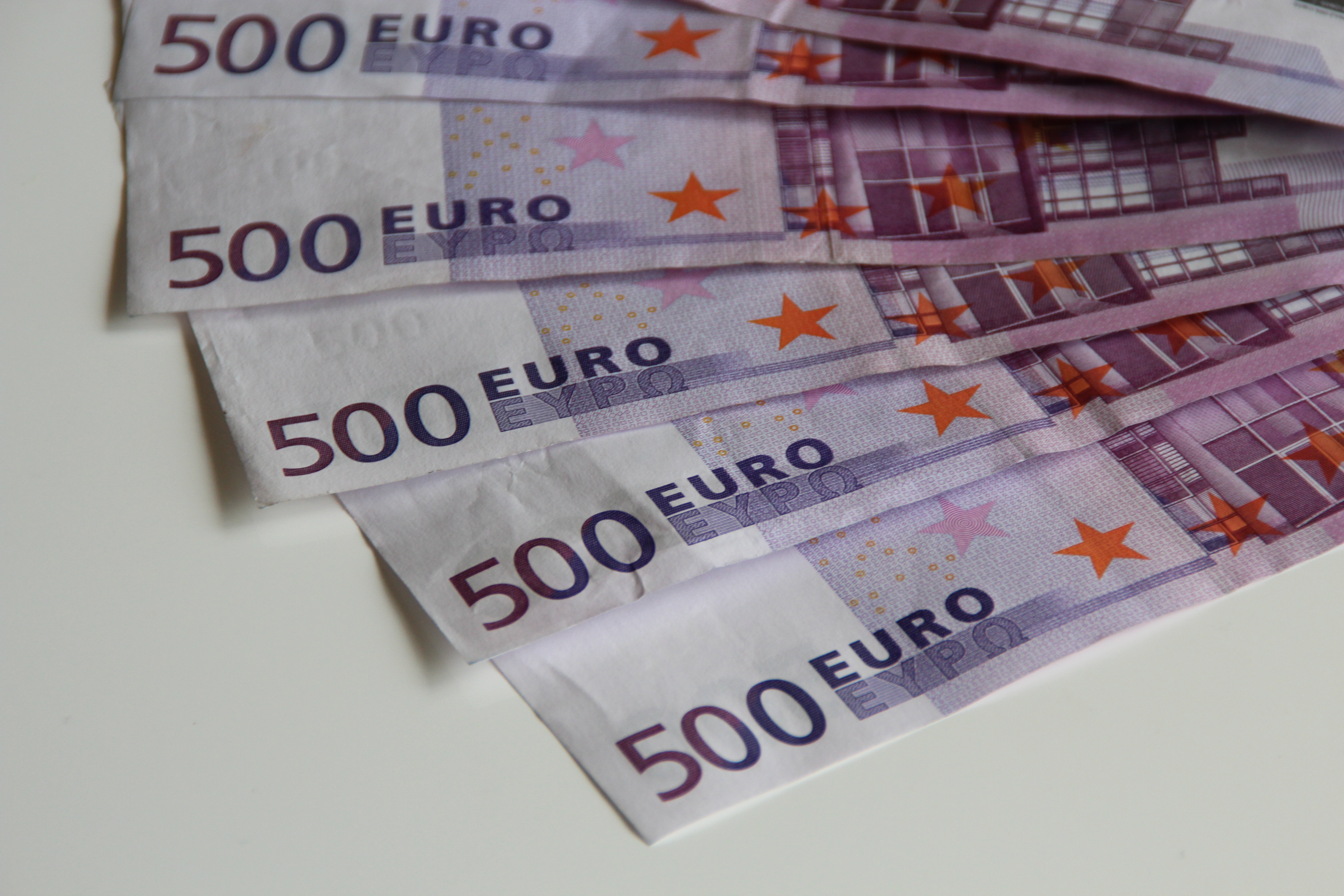
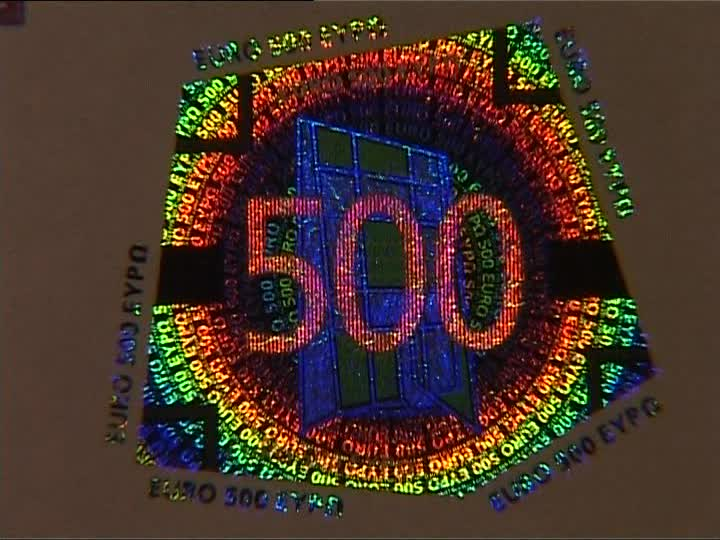
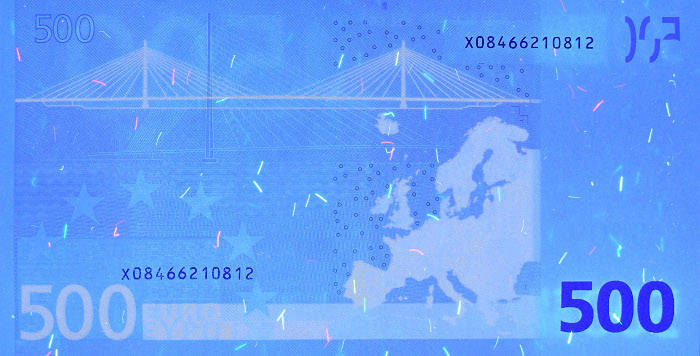
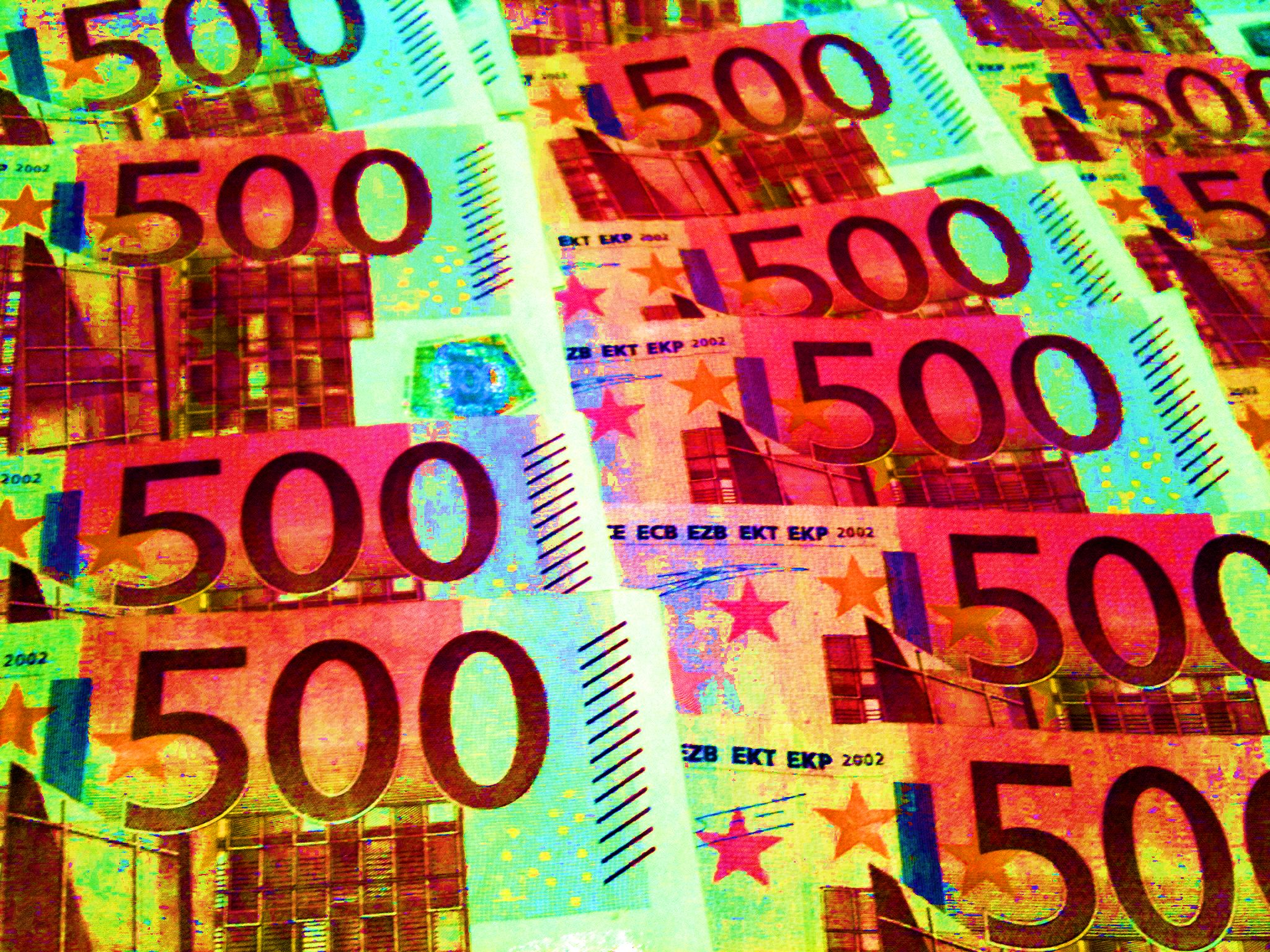